# Natale Amodeo
Natale Amodeo, detto Natalino (Pozzallo, 1º giugno 1933), è un politico italiano.

## Biografia

Natalino Amodeo (a sinistra) e Bettino Craxi ad un comizio a Ragusa nel 1986.

Nato a Pozzallo, in provincia di Ragusa, è stato tra i principali esponenti del Partito Socialista Italiano nel territorio ibleo. Venne eletto consigliere comunale, appena ventisettenne, alle elezioni amministrative del 1960, collezionando 610 preferenze. In occasione delle elezioni del 1964, in polemica con la dirigenza socialista locale, alleatasi con la Democrazia Cristiana, decise di aderire al Partito Socialista Italiano di Unità Proletaria (PSIUP), venendo nuovamente eletto consigliere comunale, questa volta con 756 preferenze. Candidato alle elezioni regionali del 1967, sempre tra le file del PSIUP, risultò il primo dei non eletti. Nel 1972, con lo scioglimento del PSIUP, aderì nuovamente al PSI, venendo rieletto consigliere comunale alle elezioni amministrative del 1975. Nel 1979 venne eletto deputato alle elezioni politiche, risultando, dopo Giorgio La Pira, il secondo pozzallese della storia a sedere presso una delle due Camere. 
Alle elezioni amministrative del giugno 1980 guidò alla vittoria elettorale la coalizione di centro-sinistra, composta da PSI e PCI, interrompendo trent'anni di amministrazione della Democrazia Cristiana; Amodeo risultò il candidato più votato, con 1615 preferenze, e venne, pertanto, eletto sindaco dal consiglio comunale. Tuttavia, rassegnò le dimissioni nel novembre dello stesso anno per concentrarsi sulla sua attività di deputato. Venne rieletto deputato anche alle successive elezioni del 1983 e del 1987. Durante i suoi mandati parlamentari, si adoperò per favorire la costruzione del Porto di Pozzallo, poi effettivamente ultimato nel 1992. In seguito, si ritirò a vita privata presso il suo paese natale, dove si dedicò alla scrittura di monografie.
Nel corso degli anni Settanta è stato, inoltre, presidente della Società Operaia di Pozzallo.

## Vicissitudini giudiziarie
Negli anni novanta, nel pieno dello scandalo di Tangentopoli, in cui gran parte dei politici italiani furono sottoposti ad indagini, è stato protagonista di un errore giudiziario, in quanto venne falsamente accusato di associazione mafiosa e voto di scambio da un pregiudicato di origine pozzallese, risentito nei suoi confronti per non essere stato ricevuto da Amodeo quando egli era ancora deputato. Dopo aver trascorso tredici mesi in carcere in regime di custodia cautelare, nel 1997 venne assolto in primo grado dal Tribunale di Modica e in appello dal Tribunale di Catania per insussistenza del fatto.

## Opere
- Natalino Amodeo, Giorgio La Pira costituente, prefazione di Giuliano Amato, Tipografia C. Colombo, Roma, 1991
- Natalino Amodeo, Football Club Torino : 3 dicembre 1906, Centro Studi Feliciano Rossitto, Ragusa, 2005
- Natalino Amodeo, I libri di Micciché, Centro Studi Feliciano Rossitto, Ragusa, 2015